# Военная разведка Сирии
Военная разведка Сирии, официально Управление военной разведки (араб. شعبة الاستخبارات العسكرية‎, Шубат аль-Мухбарат аль-Аскарийя) — главный орган военной разведки Сирийской Арабской Республики, является преемницей Второго бюро — органа военной разведки, существовавшего в 1950-е−1960-е. Официально входит в структуру министерства обороны, но фактически находится под личным контролем президента. Наряду с традиционным для военной разведки сбором сведений о вооружённых силах противника, подозревается в поддержке различных радикальных групп за пределами Сирии, в том числе — предоставлением военной и материально-технической помощи палестинцам, ливанцам и турецким экстремистским группам. По некоторым сведениям, также организует теракты в отношении сирийских диссидентов за границей.
С 2005 по 2009 военную разведку Сирии возглавлял Асеф Шаукат, зять президента Башара аль-Асада (женат на Бушре, сестре Башара аль-Асада). С 2009 военной разведкой руководит Абдель-Фаттах Кудсейх, алавит по вероисповеданию, входящий в ближайшее окружение президента. По оценкам западных СМИ, Кудсейх несёт ответственность за подавление волнений противников режима, повлёкших многочисленные человеческие жертвы. В мае 2011 генерал Кудсейх странами Евросоюза и США был включён в список сирийских чиновников, в отношении которых применяются санкции за убийство большого числа мирных жителей.

## Руководители военной разведки Сирии
- Али Дуба[англ.] (1973—2000)[5]
- Хассан Халиль (2000—2005)[5]
- Асеф Шаукат (2005—2009)[5][6]
- Абдель Фаттах Кудсейх (2009—2012)[7][8].
- Рафик Шахадах[англ.] (июль 2012 -настоящее время).